# Sudborough
Sudborough – wieś w Anglii, w hrabstwie Northamptonshire, w dystrykcie (unitary authority) North Northamptonshire. Leży 31 km na północny wschód od miasta Northampton i 108 km na północ od Londynu. Miejscowość liczy 189 mieszkańców.